# Cheilanthes wusukingii
Cheilanthes wusukingii là một loài dương xỉ trong họ Pteridaceae. Loài này được Miyam. & H. Ohba mô tả khoa học đầu tiên năm 1997.
Danh pháp khoa học của loài này chưa được làm sáng tỏ. 